# 藤林清隆
藤林 清隆（ふじばやし きよたか、1957年（昭和32年）9月3日 - ）は、日本の実業家。三井不動産代表取締役副社長、三井不動産レジデンシャル取締役会長、三井ホーム取締役会長、三井不動産リアルティ取締役会長を歴任した。

## 人物・経歴
京都府出身。洛星高等学校を経て、一橋大学商学部卒業。
1981年三井不動産株式会社に入社。2006年三井不動産株式会社住宅事業本部業務推進室長、2009年同社グループ執行役員、2011年同社グループ上席執行役員、2013年同社取締役常務執行役員（住宅分譲事業関係業務担当）兼三井不動産リアルティ 株式会社取締役、2017年同社取締役専務執行役員（住宅分譲事業および賃貸住宅事業 関係業務担当）、2019年三井不動産リアルティ株式会社取締役会長兼三井ホーム取締役会長、2020年同社取締役副社長執行役員（住宅分譲事業および賃貸住宅事業 関係業務担当）、2022年同社代表取締役副社長執行役員、2023年同社特別顧問。
この間、2006年から三井不動産レジデンシャル株式会社企画経理部長、2009年から同社取締役常務執行役員企画経理部長、2010年から同社取締役専務執行役員企画経理部長、2011年から同社代表取締役副社長、2012年から同社代表取締役社長を兼務。2019年三井ホーム取締役会長、三井不動産リアルティ取締役会長。同年国土交通大臣表彰受賞。2021年三井不動産レジデンシャル取締役会長。
2024年6月、九州旅客鉄道株式会社社外取締役に就任。
三井不動産レジデンシャルが販売したパークシティLaLa横浜の施工不良が、2015年に発覚した際には、社長として対応。施設内の集会所で連日開催された住民説明会に出席し、社長名での文書を配布。全4棟の建て替えを行う方向で協議を行っていくことを表明するとともに、「このような状態になり、皆さんにご心配をかけ申し訳ない」と陳謝した。また、一部報道で、社長はマンションではなく、高級住宅地の新築一戸建てに住んでいると報じられた。